# Виховання надзвичайної дитини
Виховання надзвичайної дитини (англ. Raising Your Spirited Child: A Guide for Parents Whose Child is More Intense, Sensitive, Perceptive, Persistent, and Energetic by Mary Sheedy Kurcinka) - книжка доктора педагогічних наук Мері Шіді Курсінка, викладача освітніх програм для батьків. Вперше опублікована в 1991 році. 

## Огляд книги
Свіже актуальне дослідження, нові ідеї, яскраві приклади, ілюстрації та реальні історії - все це вміщено в книзі «Виховання надзвичайної дитини». Надзвичайна дитина, яку ще звикли називати «важкою» або «з тяжким характером», наділена тими якостями та рисами, які ми бажаємо бачити та поважаємо в дорослих. Дослідження свідчать, що такі діти за темпераментом більш інтенсивні, чутливі, сприйнятливі, наполегливі та вразливі ніж середньостатистичні діти. 
Чи задумовувались ви коли-небудь про мотиви поведінки своєї дитини? Вам здається ніби все виходить з-під контролю і ви врешті-решт виснажені та розчаровані? Не хвилюйтесь! Багато батьків по всьому світу мають такі самі проблеми з вихованням дітей.  [Архівовано 30 вересня 2015 у Wayback Machine.]

## Переклад українською
- Мері Шіді Курсінка. Виховання надзвичайної дитини / пер. Ольга Синиця. К.: Наш Формат, 2017. —  432 с. — ISBN 978-617-7279-46-3